# Nicholas Trist
Nicholas Trist (2 de junio de 1800 - 11 de febrero de 1874) fue un diplomático estadounidense nacido en Charlottesville, Virginia. 
Su familia conocía a Thomas Jefferson, figura importante en su vida y con cuya nieta Virginia Jefferson Randolph (1818-1875) se casaría y sería la madre de sus hijos. Estudió en West Point, se desempeñó como secretario de la junta de visitantes de la Universidad de Virginia y fue dueño de un periódico en Charlottesville. Comenzó su carrera gubernamental como secretario del Departamento de Estado de los EE. UU., fue secretario privado del presidente Andrew Jackson por poco tiempo, cónsul en La Habana (Cuba), luego fue enviado como diplomático a México durante la guerra de Estados Unidos-México (1846-1848) por el presidente James Polk, y firmó el tratado de paz de Guadalupe-Hidalgo. Trist fue abogado, hacendado, diplomático y hombre de negocios.

## Primera etapa de su vida

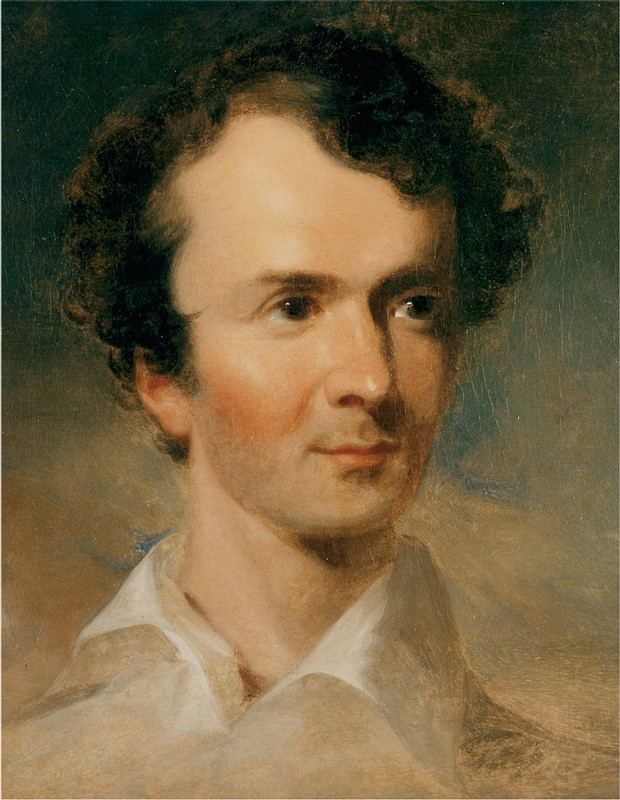
Retrato de Nicolas Trist en su juventud, hecho en 1835 por John Neagle.

Nació en Charlottesville, Virginia, en 1800. Sus padres fueron Mary Brown y Hore Browse Trist. Su familia tenía una relación cercana con Thomas Jefferson debido a la amistad de éste con la abuela de Trist. Por este motivo Jefferson en varias oportunidades ayudó a la familia Trist con sus problemas económicos, por ejemplo: cuando fue presidente le dio un trabajo al padre de Trist como recolector de impuestos en Misisipi. En 1817 Trist se graduó en el College of Orleans y aceptó una invitación de Jefferson para ir a Monticello donde conoció a su nieta (virginia Jefferson Randolph) con quien se casó tiempo después (septiembre de 1824). 
En 1818 se fue a estudiar a la Universidad militar de West Point, como no estaba muy interesado en la carrera militar abandonó la universidad y volvió a Luisiana para estudiar leyes con Jefferson mientras trabajaba en la plantación familiar. Tuvo tres hijos: Marta Jefferson Trist Burke, Thomas Jefferson Trist y Hore Browse Trist. Luego en Monticello trabajó como secretario privado de Jefferson hasta su muerte en 1826, siendo nombrado albacea de su patrimonio. Desde 1826 hasta 1828 Trist fue secretario de la junta de visitantes de la Universidad de Virginia y copropietario y coeditor de un periódico de Charlottesville, el Virginia Advocate.

## Desarrollo de su vida política y diplomática
En 1828 Trist obtuvo su primer trabajo gubernamental como oficial en el Departamento de Estado de los EE. UU. y comenzó su carrera política, bajo la administración de 
John Quincy Adams. En 1831 se convirtió en el secretario privado de Andrew Jackson con quien forjó una relación de amistad. En 1833 fue designado cónsul en La Habana (Cuba), aceptó este cargo no solo para representar a su país sino también porque era una buena oportunidad económica dado que su familia siempre tuvo algunos problemas económicos y porque el clima de ese país era bueno para sus problemas de salud. Demostró ser muy analítico y detallista en su trabajo, tal como lo demuestran sus reportes. Durante su tiempo en Cuba fue centro de muchos escándalos, ya que parecía que no estaba sirviendo a los intereses de los americanos en la isla ni a los intereses marítimos de su país.
El mayor escándalo fue cuando se lo acusó de estar vinculado a la trata de esclavos para su propio beneficio, pues en aquel momento si bien existía la esclavitud estaba prohibido su comercio. Un ejemplo de ello fue la denuncia realizada por el comisario británico Richard Madden a los abolicionistas estadounidenses diciéndole que Trist usaba su cargo para promover la esclavitud y para ganar dinero con documentos falsos.
Como consecuencia de estos escándalos, en 1839 muchos comerciantes americanos y capitanes de naves pidieron que se lo removiera de su cargo, acusándolo de no cumplir en debida forma con sus deberes públicos, de corrupción, abuso de poder y trata de esclavos. En 1840 fue investigado por un comité del congreso por los delitos mencionados y se lo exoneró de esos cargos. Como consecuencia de ello renunció al cargo de cónsul, aunque continuó viviendo en Cuba hasta 1845, momento en que decidió regresar a Washington debido a que tenía problemas económicos, siendo nombrado por el presidente James Polk como secretario del jefe del Departamento de Estado, James Buchanan, ocupando ese cargo hasta 1847. 

## Actuación diplomática durante la guerra de Estados Unidos-México (1846-1848)

Negociaciones de la frontera entre Estados Unidos y México durante el Tratado de Guadalupe Hidalgo.

Entre 1846 y 1848 se desarrolló una guerra entre Estados Unidos y México. Las relaciones entre estos países eran tensas debido a que en 1836 los Estados Unidos ayudaron a Texas a independizarse de México y su relación empeoró aún más cuando en 1845 Estados Unidos anexionó Texas a su territorio, a lo que se suma el hecho de que durante este periodo los Estados Unidos trataron en múltiples ocasiones de anexar territorios de México ofreciendo comprarlos. Pero lo que provocó de manera directa la guerra, fue la cuestión vinculada a la delimitación de fronteras entre ambos países, ya que en 1846 hubo un conflicto fronterizo entre las fuerzas militares de estos países en el territorio disputado de Río Bravo y esto provocó que el 13 de mayo de 1846 Estados Unidos hiciera una declaración de guerra.
En abril de 1847 durante la guerra entre EE. UU. y México, el presidente Polk envió a Trist por recomendación de Buchanan, en forma secreta, como representante diplomático para negociar un tratado que pusiera fin a la guerra entre ambos países. Rápidamente se supo de su presencia por lo que la misión dejó de ser secreta. Trist, en su carácter de enviado diplomático, se unió al ejército de los EE. UU. al mando Winfield Scott, y si bien al principio tuvieron varios desacuerdos y peleas luego se hicieron muy amigos. Durante el avance del ejército Trist fue acompañado por su amigo y periodista James Freaner, y cuando el ejército se acercó a Ciudad de México y comenzaron las negociaciones con el presidente mexicano Santa Anna Trist recibió la ayuda del enviado diplomático del gobierno británico Edward Thornton. 

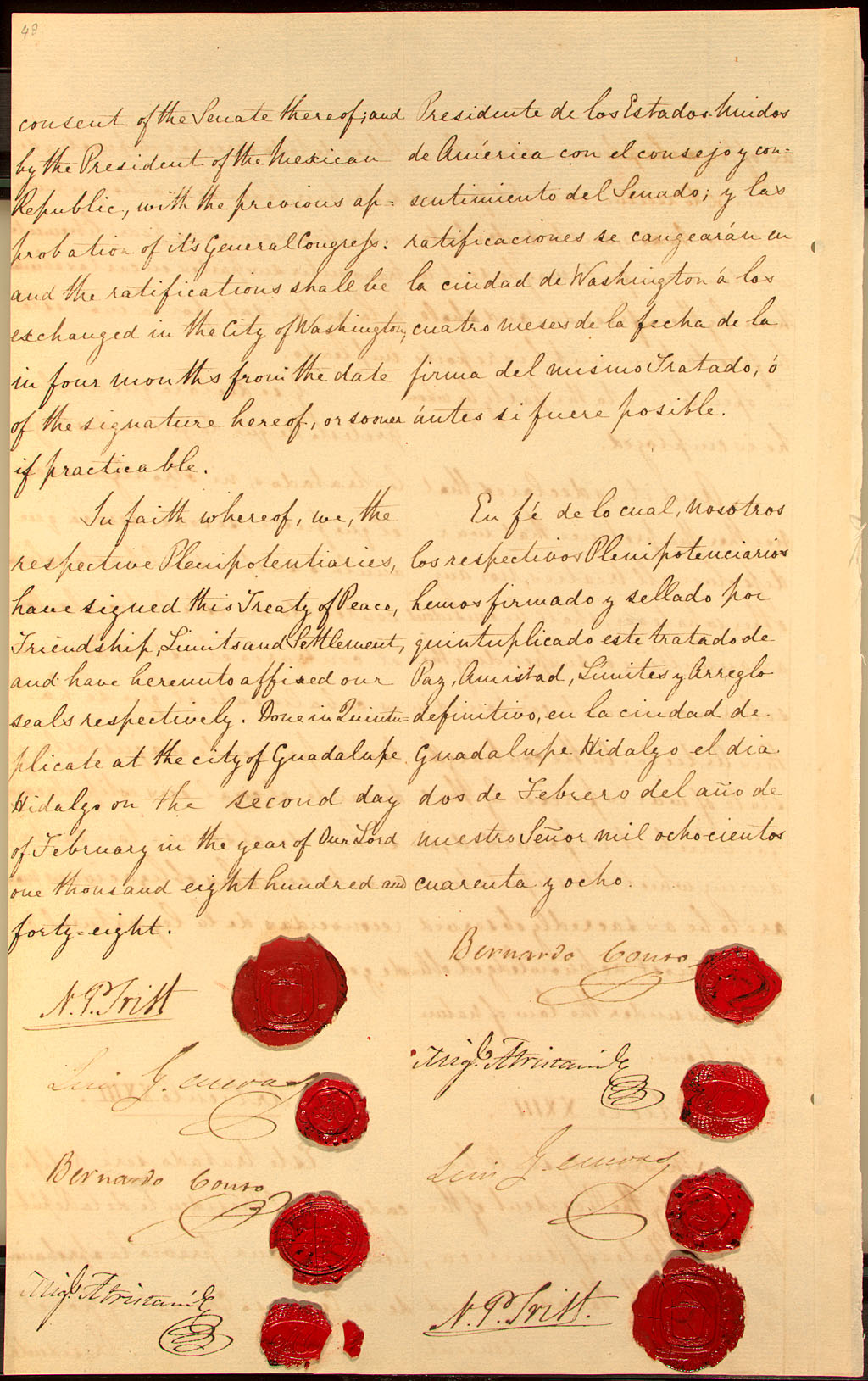
El tratado de Guadalupe-Hidalgo, firmado por Nicholas Trist.

Sin embargo, las negociaciones no fueron exitosas a pesar de que Trist estuvo dispuesto a negociar términos más favorables de los permitidos por el gobierno estadounidense en función de las instrucciones dadas, siendo probable que este resultado fuera consecuencia de que Santa Anna quería ganar tiempo para reorganizar su ejército. Cuando la Ciudad de México fue tomada por el ejército estadounidense y Santa Anna huyó, Nicholas Trist continuó las negociaciones con su reemplazo (como presidente) Manuel de la Peña y Peña, con mejores resultados. 
Polk debido a las negociaciones anteriores fallidas, a que sospechaba que Trist y Scott conspiraban en su contra y a que ahora tanto él como el partido al que pertenecía querían conquistar más territorio de lo originalmente planeado, le ordenó a Trist que dejara su cargo y volviera a Washington. Trist creía que si se iba no se lograría rápidamente un acuerdo, y dado que estaba en contra de la idea de Polk de anexar más territorio, decidió desobedecer sus órdenes y quedarse para negociar el tratado de paz con los mexicanos. Incluso le mandó una carta a Buchanan explicándole sus motivaciones. 
Trist les hizo saber a los mexicanos su posición y les dio un ultimátum para que aceptaran rápidamente las condiciones ya acordadas, pues de lo contrario no se firmaría ningún tratado. Como consecuencia de ello, se firmó el tratado de Guadalupe-Hidalgo el 2 de febrero de 1848, el cual establecía una nueva línea fronteriza entre ambos países, a partir del río Grande (o río Bravo del Norte) y con ello la pérdida de los territorios dentro de estos nuevos límites incluyendo estados actuales como California, Nevada, Utah, Nuevo México, la mayor parte de Arizona y Colorado, y partes de las actuales Oklahoma, Kansas y Wyoming, a cambio de esto se pagaría a la República mexicana una suma de 15 millones de pesos. El tratado constaba de 24 artículos, estaba basado en las indicaciones que le dieron originalmente a Trist y fue enviado a los EE. UU. para ser ratificado por el presidente, cosa que Polk hizo a pesar de no estar de acuerdo con los métodos utilizados por Trist
Más tarde, Trist referiría en una carta a su familia:

“Si esos mexicanos hubieran podido leer en mi corazón aquel momento, se hubieran percatado que mi sentimiento de vergüenza como americano era más profundo que el suyo como mexicanos. Aunque no podía decirlo entonces, era una cosa de la que todo bien intencionado americano estaría avergonzado y yo lo estaba intensamente. Este había sido mi sentimiento en todas nuestras conferencias, especialmente en momentos en que tuve que insistir en aspectos que detestaban. Si mi conducta hubiera estado gobernada por mi conciencia como hombre y mi sentido de justicia, hubiera creído en todas las instancias. Lo que me impidió hacerlo fue la convicción de que el tratado entonces no tendría la oportunidad de ser ratificado por nuestro gobierno. Mi objetivo no fue el de obtener todo lo que yo pudiera, sino por el contrario, firmar un tratado lo menos opresivo posible para México, que fuera compatible con ser aceptado en casa
“En esto fui gobernado por dos consideraciones; una era la injusticia de la guerra, como un abuso de poder de nuestra parte; la otra era que entre más desigual fuese el tratado contra México, más fuertes serían los planos de oposición a él para ser aceptado en el congreso mexicano por el partido que había alardeado su habilidad de frustrar cualquier medida de paz”.

## Etapa final de su vida
Cuando Trist regresó a EE. UU. luego de finalizada la guerra, debido a su insubordinación respecto de las órdenes dadas por el presidente Polk, fue separado del cargo que ocupaba en el Departamento de Estado, no le pagaron por los servicios prestados en México y fue repudiado por su gobierno. Si bien Polk nunca habló personalmente con Trist luego de su regreso, de la lectura de sus diarios surge que le guardaba cierto rencor. Como consecuencia de todo esto, Trist y su familia tuvieron muchos problemas económicos, se mudaron a Pensilvania, luego a Nueva York, donde ejerció como abogado, y por último a Filadelfia, trabajando en el ferrocarril. 
Cuando se inició la guerra civil en los EE. UU. apoyó a Lincoln y a la Unión, y esto sirvió para vincularse nuevamente con gente del gobierno, como Thomas Benton, Charles Somner, etc. Es así que decidieron pagarle U$S13.647 más intereses por los servicios prestados en México y en la presidencia de Ulysses Grant fue nombrado en el cargo de la administración del correo en Alexandria (Virginia). Murió en el año 1874. 